# Birch Aquarium
Het Birch Aquarium is een openbaar aquarium in San Diego in het zuiden van de Amerikaanse staat Californië. Er verblijven meer dan 3000 dieren, verdeeld in 380 diersoorten.
Het aquarium maakt deel uit van Scripps Institution of Oceanography, een wetenschappelijk oceanologisch onderzoekscentrum. De doelstellingen van het aquarium zijn onder andere de onderzoeksprogramma's van Scripps Institution of Oceanography promoten en het geven van informatie over de zeeën.

## Verblijven
Birch Aquarium is vormgegeven om een centrale hal waar toegang is tot alle verblijven.

### Hall of Fishes
In Hall of Fishes wordt de bezoeker langs zo'n 60 aquarium geleid met elk vissen van een ander habitat. Het hoogtepunt van de route is het grote kelpwoud aquarium (260.000 l). Dit aquarium kan ook live worden bekeken op de website.

### Tide Pool Plaza
Op het Tide Pool Plaza zijn er drie tide pools, kleine, laagstaande meertjes met zeewater die voorkomen aan de kust. Hier is er de mogelijkheid verschillende dieren aan te raken, zoals zeesterren, heremietkreeften, zeekomkommers, zeekreeften en andere lokale diersoorten. Ook is er personeel om uitleg te geven over de diersoorten. Vanuit het plein heeft men uitzicht op de Grote Oceaan.

### Coral Displays

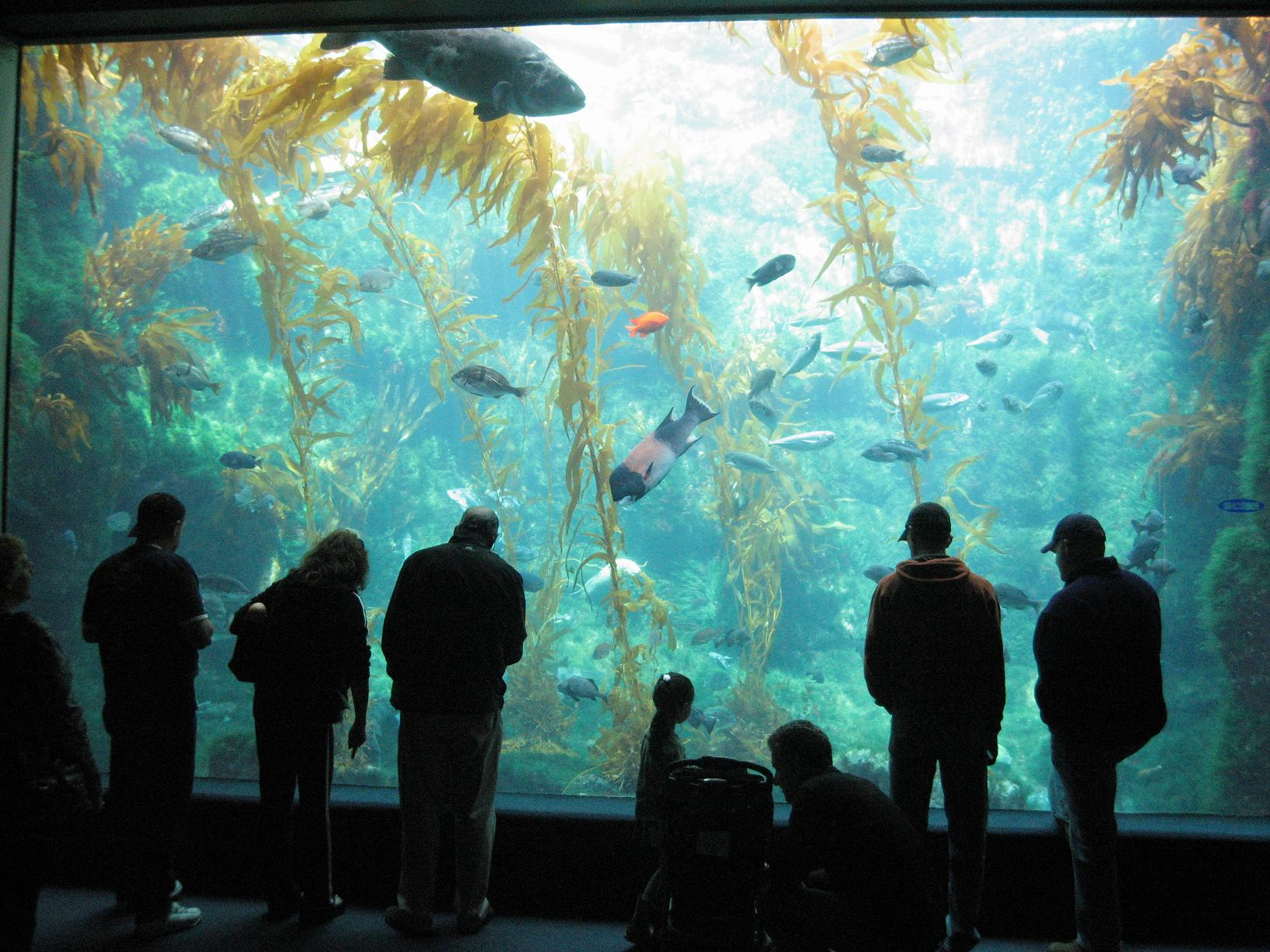
Het kelpwoud aquarium.

In Coral Displays zijn er verschillende inwoners van de riffen te vinden, zoals de koraalduivel. Ook zijn er interactieve panelen aanwezig om de bezoeker alles te leren over riffen. Ook zijn er panelen aanwezig waar je kan leren over de projecten van Scripps Institution of Oceanography.

### ElasmoBeach
In ElasmoBeach zijn er haaien en roggen te vinden die voorkomen in lokale wateren, zoals de luipaardhaai, zwartpuntrifhaai, bruinbandbamboehaai en de Port jackson stierkophaai. Ook zijn er veel informatiepanelen aanwezig met informatie over de haaien en hun leefomgeving.

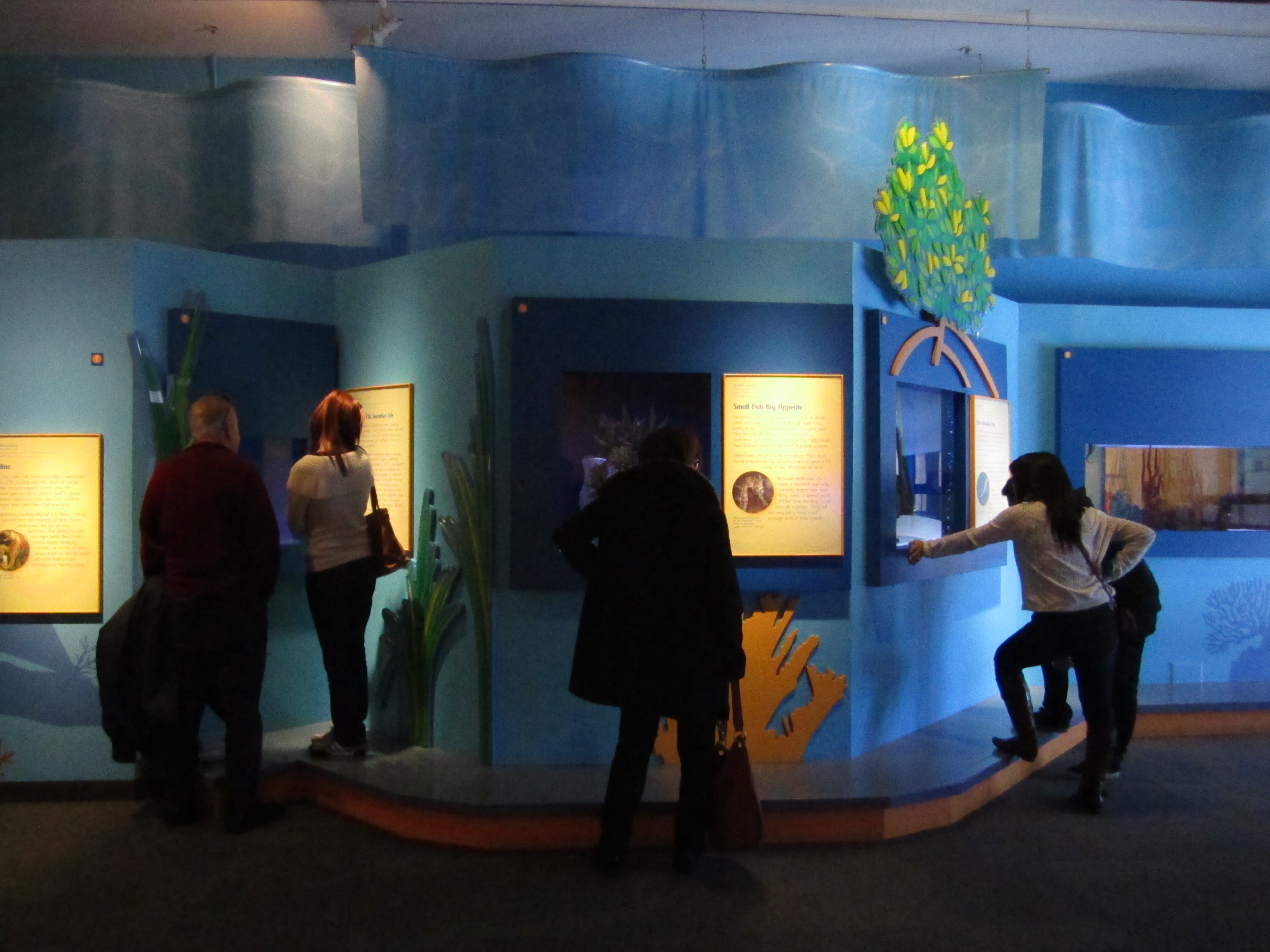
Het zeepaardjesverblijf.

### There's Something About Seahorses
In There's Something About Seahorses zijn vele soorten zeepaardjes te vinden. Er is een speciale zeepaardjespraktijk en er zijn verschillende activiteiten te doen. Birch Aquarium heeft een belangrijk aandeel in de voortplanting van zeepaardjes over de hele wereld.

### Feeling the Heat: The Climate Challenge
In deze hal zijn geen dieren aanwezig, maar wordt er aandacht besteed aan de opwarming van de aarde. Er zijn verschillende activiteiten te doen, waaronder een weerbericht voor het jaar 2050 geven en meedoen aan quizzen. Ook leer je over de ontdekkingen van wetenschappers over de opwarming van de aarde.

### Boundless Energy
Op dit speelterrein kunnen kinderen spelen, waarbij innovatieve manieren om natuurlijke krachten te gebruiken worden uitgelicht. Zo kan je zonne-, wind- en waterenergie opwekken, deze opgewekte energie kan je dan weer besteden hometrainers, slingertouwen en andere speelapparaten.

### Mares Mexicanos
Dit op 28 juni 2014 geopende verblijf laat foto's zien van de Golf van Mexico. Ook is hier veel te lezen over het onderzoek van Octavio Aburto, een onderzoeker van Scripps Institution of Oceanography.  